# Sabbioncello (comune)
Sabbioncello  (in croato Orebić ) è un comune portuale di 4.101 abitanti nella regione raguseo-narentana in Dalmazia. È situato sull'omonima penisola. Prima del XVI sec. era chiamato Trestenicco o Trestenico (Trstenica).
Sabbioncello è collegata con traghetti con la città di Curzola, situata sull'isola dallo stesso nome. Nella regione è importante il turismo.

## Monumenti e luoghi d'interesse
Il convento francescano Nostra Signora degli Angeli è la principale attrazione della cittadina dalmata.
Di origine medioevale si trova vicino al monte di Sant'Elia, che offre un'ottima vista panoramica verso l'isola di Curzola.
Nel cimitero del convento si possono ancora trovare le tombe di alcuni dalmati italiani, che erano l'originale popolazione della penisola di Sabbioncello.

## Società

### Etnie e minoranze straniere
Secondo il censimento 2001 il comune di Sabbioncello contava 4.165 residenti, di cui il 93% della popolazione si dichiarava croata e i pochi rimanenti principalmente serbi, bosniaci e albanesi. Il censimento del 2011 ha confermato la realtà etnica del Comune con la larghissima maggioranza croata, il 94,32%.

### La presenza autoctona di italiani
Vi fu in passato una presenza storica di italiani autoctoni che abitarono per secoli, la penisola dell'Istria e le coste e le isole del Quarnaro e della Dalmazia, territori che furono della Repubblica di Venezia. 
Sabbioncello ebbe un sindaco italiano fino alla fine dell'ottocento, inoltre, i documenti marinareschi e commerciali, redatti in lingua italiana, testimoniano la lingua e la cultura prevalenti fino a quell'epoca. La cittadina dalmata venne annessa al Regno di Jugoslavia alla fine della prima guerra mondiale, ciò provocò una drastica diminuzione della minoranza di madrelingua italiana che nell'ottocento e i primi anni del novecento andò sempre regredendo. La diminuzione continuò fino a dopo la seconda guerra mondiale, compromettendo fortemente l'esistenza della comunità italofona. Oggi, dal censimento del 2011, rimane solo una modestissima percentuale di italiani, lo 0,02% della popolazione.

## Geografia antropica

### Località
Il comune di Sabbioncello è suddiviso in 14 frazioni (naselja) di seguito elencate. Tra parentesi il nome in lingua italiana, che eccetto il capoluogo, è generalmente desueto.
- Donja Banda (Banda Inferiore): 149 ab.
- Kučište (Cuciste[8] o Queschio[9][10]): 217 ab.
- Kuna Pelješka (Cunna[11]): 223 ab.
- Lovište (Loviste[10]): 228 ab.
- Nakovanj (Nacovagni): 3 ab.
- Oskorušno (Oscoruscno): 101 ab.
- Pijavičino (Piavicino): 113 ab.
- Podobuče (Abuccia[12] o Obucce): 34 ab.
- Potomje (Potomgne): 252 ab.
- Orebić - Sabbioncello, sede comunale: 1.979 ab.
- Podgorje (Sottomontagna[13]): 171 ab.
- Stanković (Stancovich): 252 ab.
- Trstenik (Trestenizza[12], Trastenizza[14] o Giuliana Piccola[15]): 117 ab.
- Viganj (Vigagni o Rosario[16][10]): 283 ab.

## Galleria d'immagini

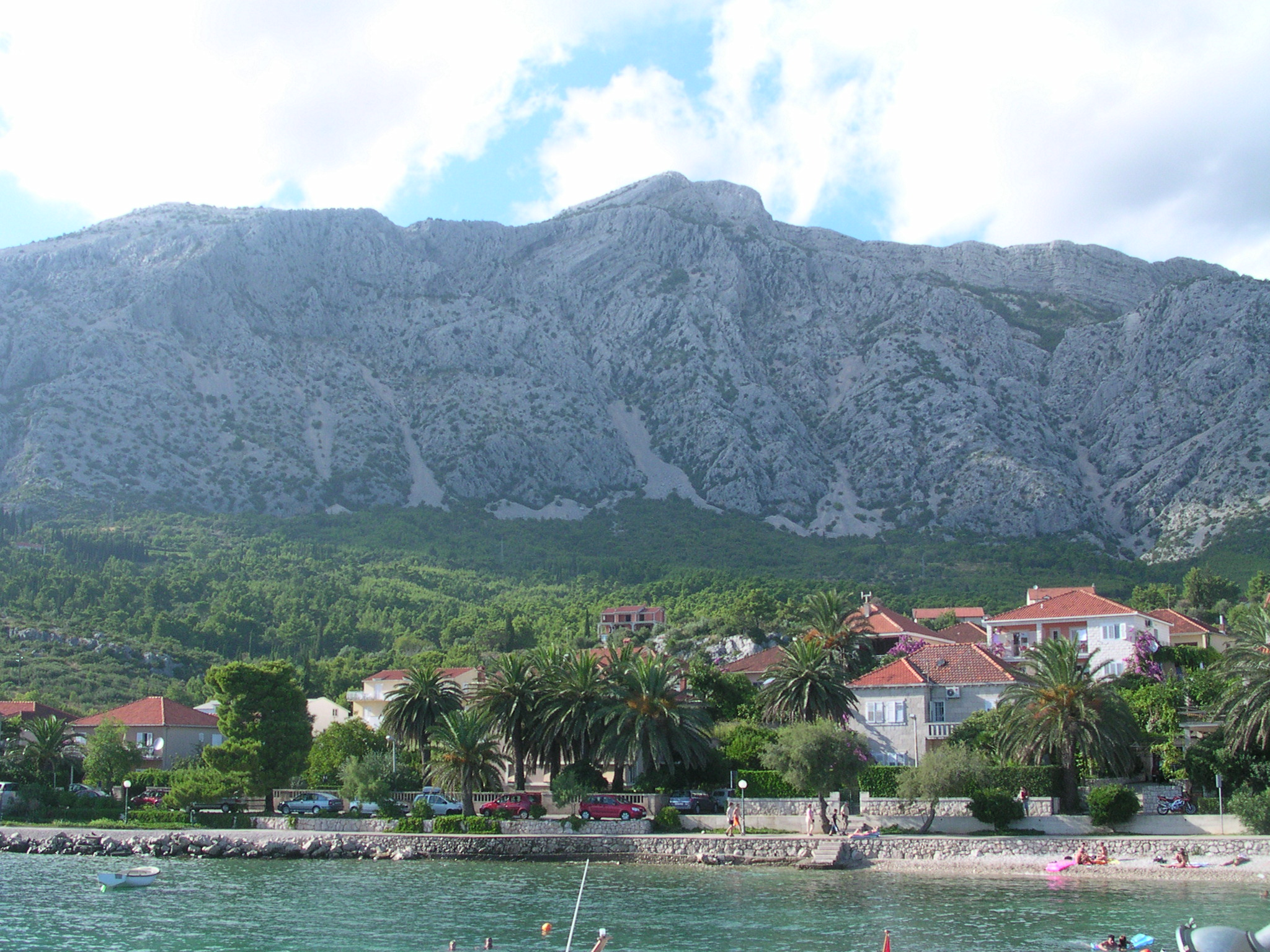
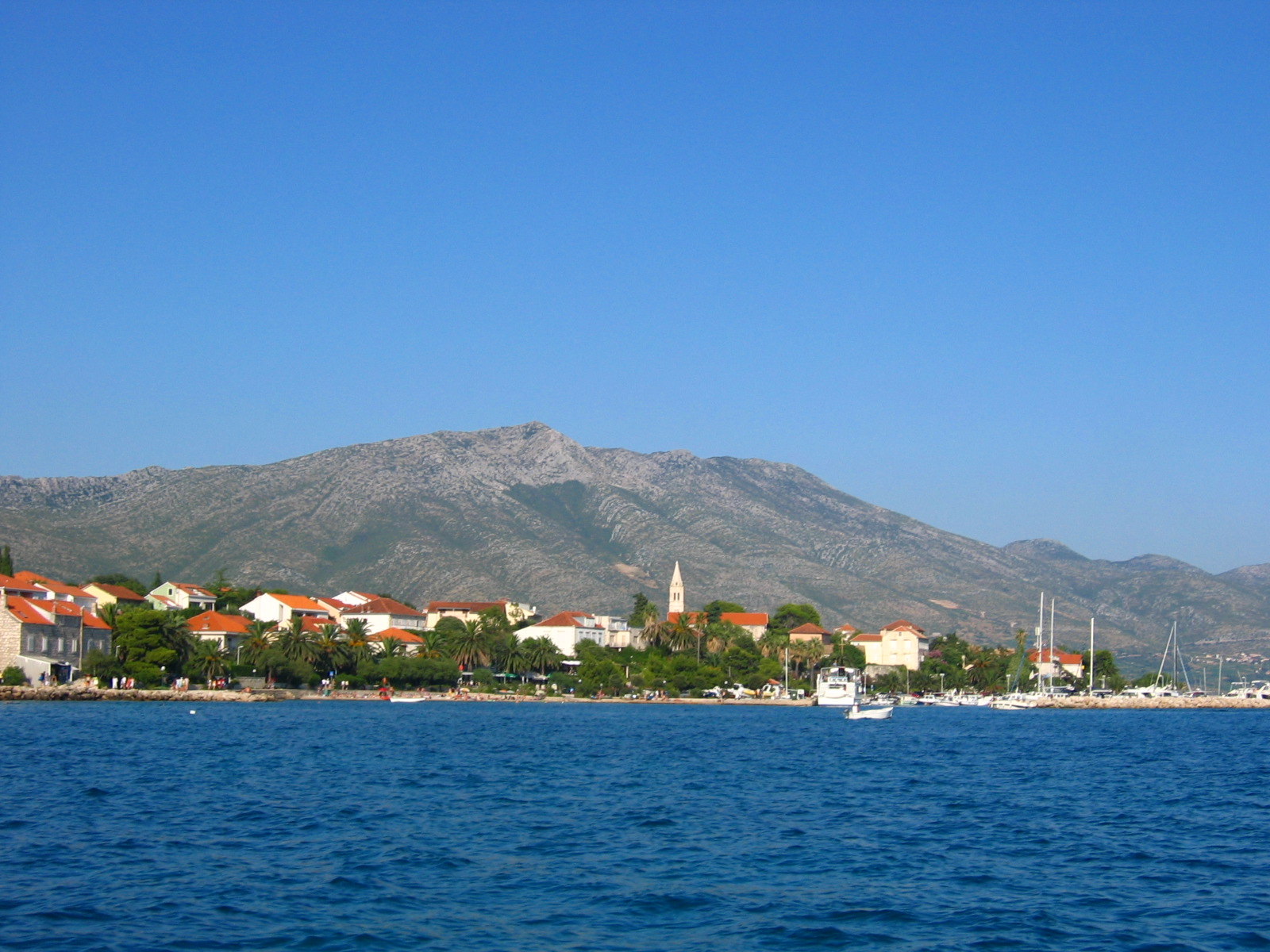
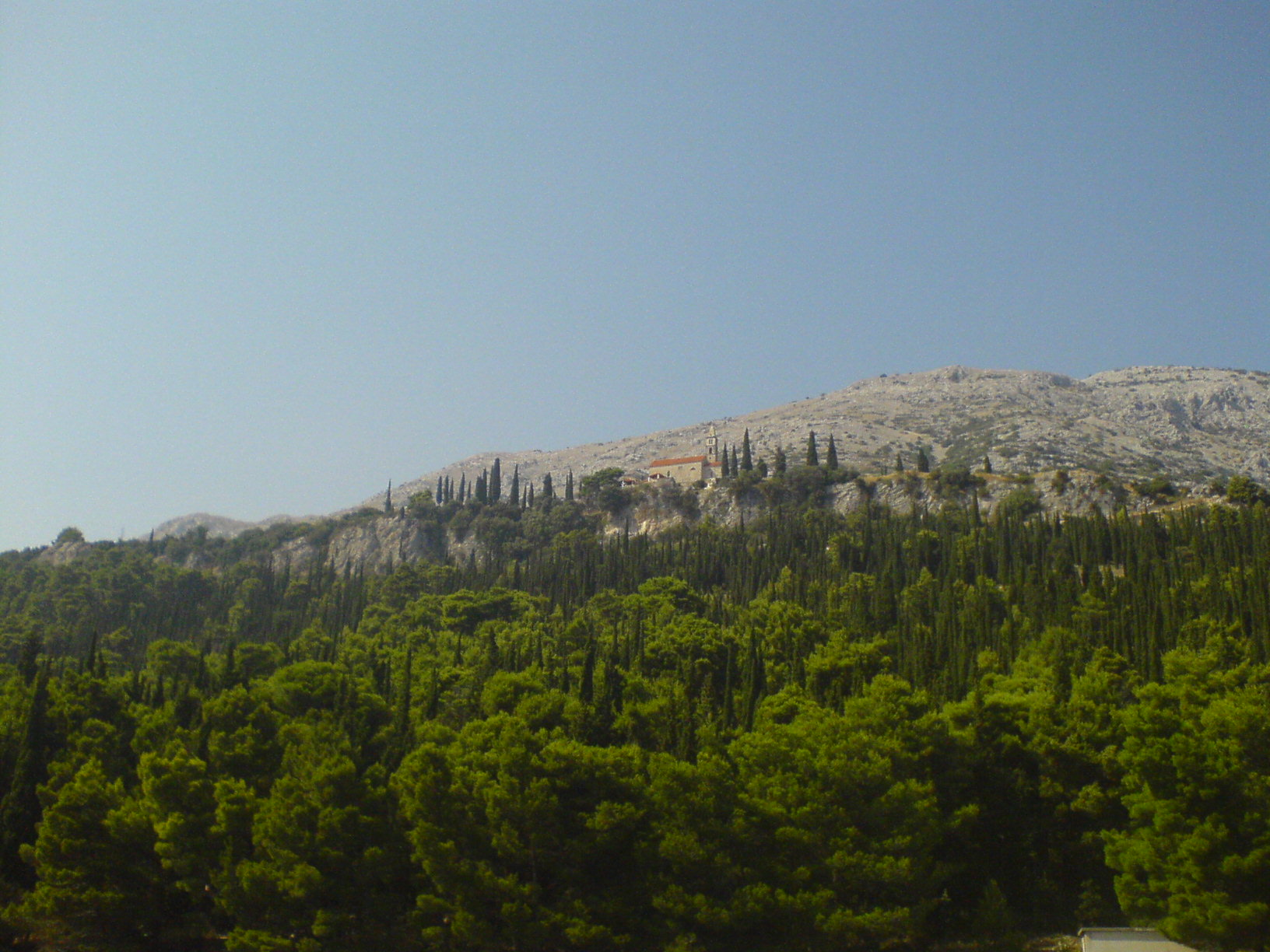
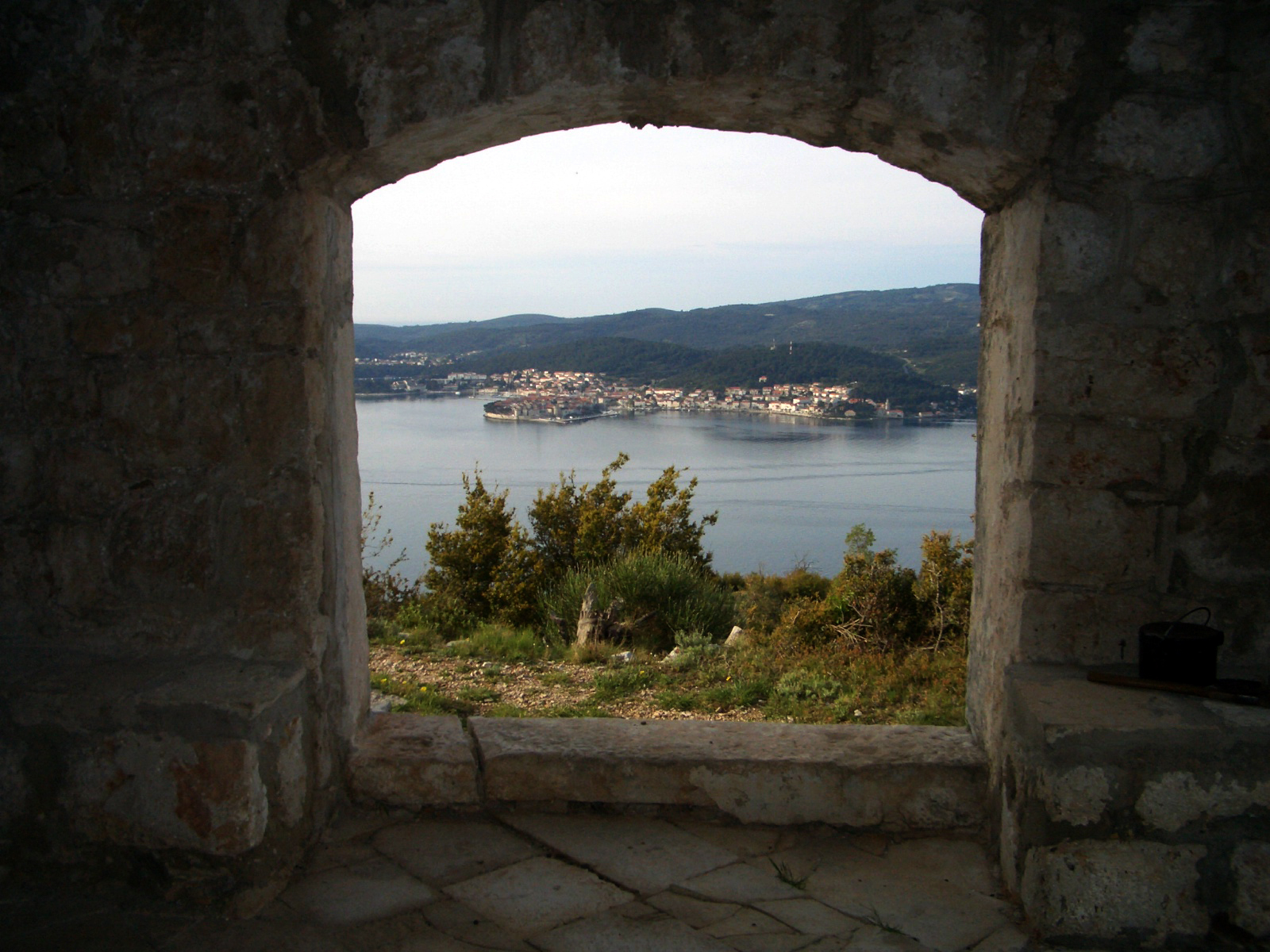
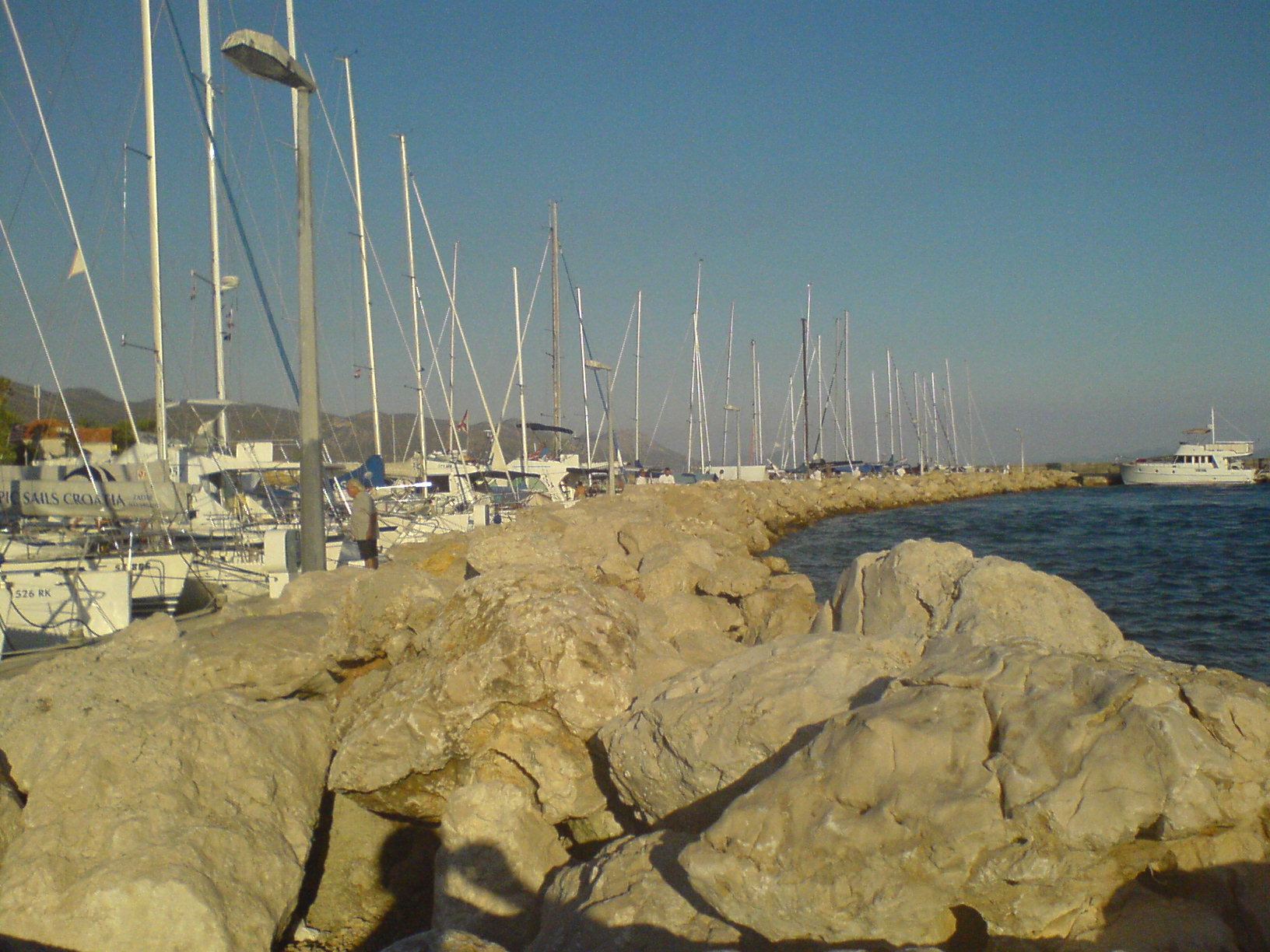
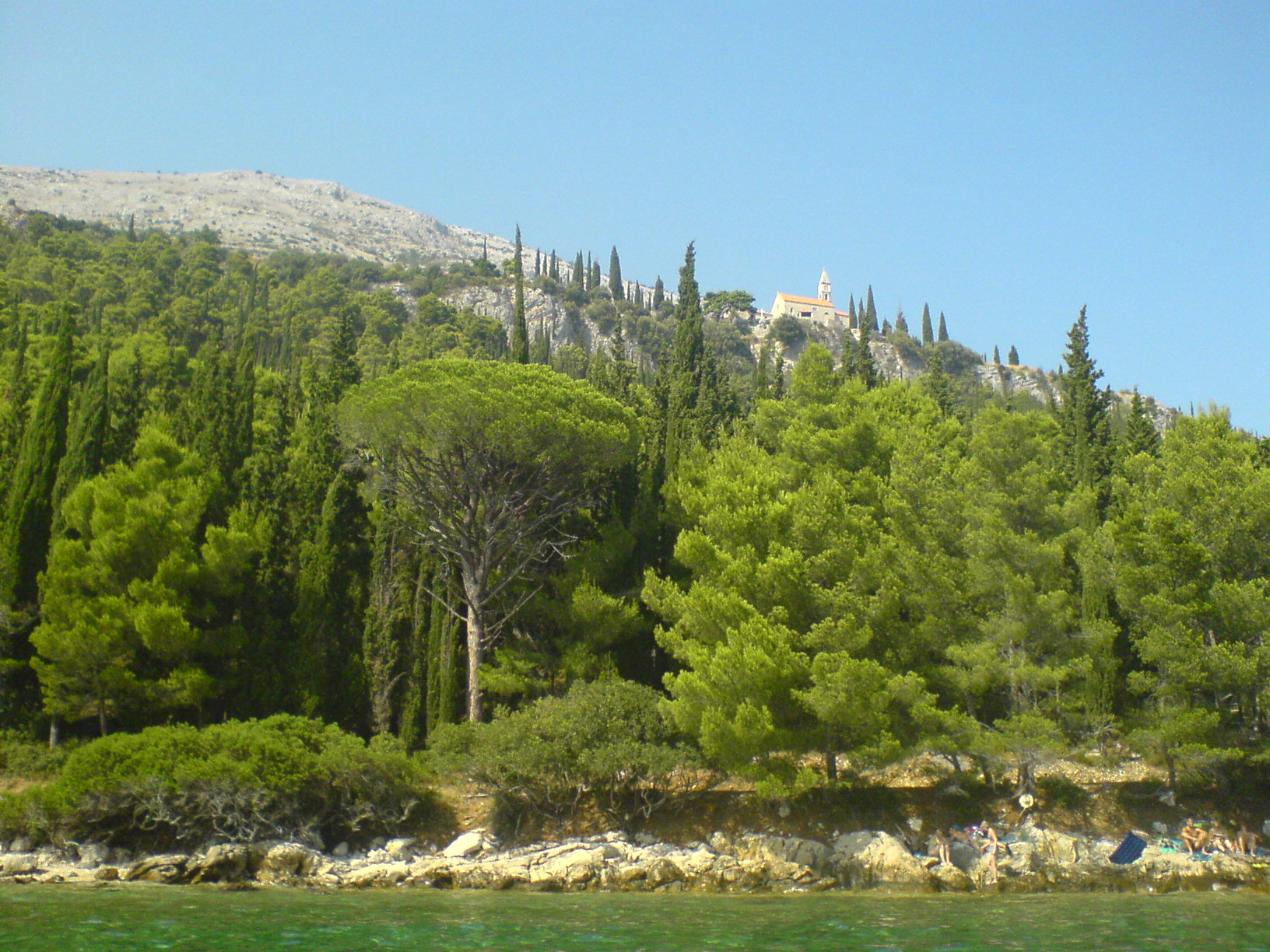
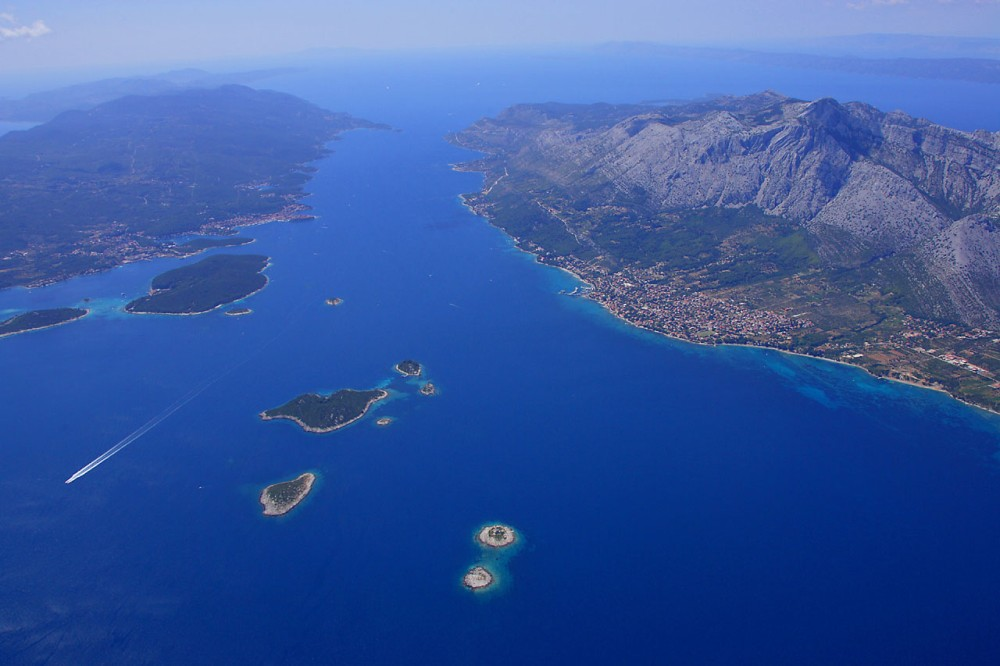